# Katja Nyberg
Katja Johanna Alice Nyberg (Estocolmo, 24 de agosto de 1979) es una exjugadora de balonmano de nacionalidad noruega por naturalización. Jugó en 99 partidos y marcó 321 goles para la selección nacional noruega durante su carrera. Como parte de la selección noruega, ganó una medalla de oro en los Juegos Olímpicos de Pekín 2008 y una medalla de plata en el Campeonato Mundial de Balonmano Femenino de Francia 2007, así como dos medallas de oro y una de plata en los Campeonatos de Europa.

## Trayectoria

### Primeros años
Katja Nyberg es hija de Robert Nyberg, el primer jugador de balonmano finlandés que se desempeñó profesionalmente en el extranjero. Nyberg nació en Estocolmo mientras su padre vivía en Suecia. Posteriormente la familia se trasladó a Finlandia, donde ella creció. Practicó deportes desde temprana edad, principalmente lanzamiento de jabalina entre otras disciplinas atléticas. Comenzó su carrera de balonmano en el club Sparta IF de Helsinki, con su padre como entrenador.

### Carrera en los clubes
Nyberg jugó en el Sparta hasta los 18 años. Como el balonmano en Finlandia no era lo suficientemente competitivo, optó por llevar una carrera profesional en el extranjero. Primero, se mudó a Suecia, donde jugó para el Stockholmspolisens IF durante una temporada (1997–1998). Después, firmó un contrato con el club noruego Larvik HK donde jugó durante 7 años (1998–2005).
Durante sus siete temporadas en Larvik, Nyberg alcanzó gran éxito. Fue nombrada «Jugadora del Año» de la liga noruega en 2001 y 2005. También ganó la Recopa de Europa en 2004–05 y alcanzó las semifinales de la Liga de Campeones en 2001–02 y 2003–04. Cuando dejó el club, había marcado un promedio de 6.65 goles por partido, con un total de 765 goles en 115 partidos.
En 2005, Nyberg firmó un contrato de un año con el club esloveno RK Krim de la ciudad de Liubliana. Sin embargo, su temporada terminó prematuramente en octubre de ese año, cuando sufrió una grave lesión en el hombro. Fue necesaria una intervención quirúrgica que la mantuvo alejada de las canchas de balonmano durante nueve meses. Para ese entonces, su relación con Gro Hammerseng ya se había hecho pública y ambas habían expresado su deseo de jugar en el mismo club. Recibieron ofertas de diversos equipos, pero finalmente eligieron el club Herning-Ikast, donde ya jugaba Hammerseng. Nyberg vivió en Dinamarca y jugó con el Herning-Ikast durante 4 años (2006–2010). El 17 de febrero de 2010, firmó un contrato de dos años con su antiguo club, el Larvik HK, y ha jugado para ellos desde la temporada 2010–11.

### Selección nacional
Katja Nyberg obtuvo la ciudadanía noruega el 16 de enero de 2001 y debutó con la selección nacional el 23 de marzo de ese mismo año contra Francia. No se le permitió representar a Noruega en torneos oficiales hasta 2002 porque había competido en la clasificación para el Campeonato Mundial Juvenil de 1999 representando a Finlandia.
Su primera competencia importante como jugadora noruega fue el Campeonato Europeo de 2002, donde Noruega recibió una medalla de plata. Posteriormente, recibió una medalla de oro en los Campeonatos Europeos de 2004 y 2006.
Nyberg se perdió el Campeonato Mundial de 2005 debido a la lesión en el hombro que sufrió en Liubliana, pero estuvo con el equipo dos años más tarde cuando Noruega ganó la medalla de plata en el Campeonato Mundial de 2007 en Francia. También fue elegida Jugadora más valiosa del torneo. Además de este reconocimiento individual, uno de sus mayores logros con la selección nacional hasta la fecha fue ganar la medalla de oro en los Juegos Olímpicos de Verano de 2008.
Nyberg jugó un total de 99 partidos y marcó 321 goles para Noruega entre 2001 y 2008. 

## Resultados con la selección nacional de balonmano
SELECCIÓN NACIONAL NORUEGA
Campeonato europeo:
- Oro: 2004, 2006,
- Plata en 2002

Campeonato del mundo:
- Plata: 2007

Juegos olímpicos de verano:
- Oro: 2008 [16]

## Resultados con los clubes de balonmano
Con: Larvik HK
Liga noruega
- Oro: 99/00, 00/01, 01/02, 02/03, 04/05
- Bronce: 03/04

Copa de Noruega
- Oro: 99/00, 02/03, 03/04, 04/05
- Plata: 98/99

Eliminatorias noruegas
- Oro: 04–05

Copa de campeones de la EHF
- Oro: 04–05

Liga de Campeones EHF:
- Semifinalista: 01–02, 03–04

Con: Ikast-Border Elitehåndbold
Liga danesa:
- Plata: 07–08

Copa EHF:
- Plata: 06–07

## Premios y reconocimientos
- Jugadora del año de la liga noruega en 2001[3] y 2005[4]
- Jugadora más valiosa del Campeonato Mundial de 2007[15]
- Miembro honoraria de la Federación Finlandesa de Balonmano[19]
- Miembro honoraria del Sparta IF[19]